# Рейф, Карл Филипп
Карл Филипп Рейф (нем. Carl Philipp Reiff, в России был известен как Филипп Иванович Рейф; 1792, Невшатель — 26 сентября 1872, Карлсруэ) — швейцарский и российский лексикограф.
Родом из Невшателя, в Швейцарии, Рейф ещё в молодости приехал в Россию в качестве домашнего учителя, и, «обучая других, сам учился русскому языку и изучил его основательно». Уже в 1821 году он издал «Грамматику русскую для употребления иностранцев»; в первоначальных трудах Рейфа по русской грамматике им руководил Н. И. Греч.
В 1835 году, за перевод на французский язык статей из «Известий» Российской Академии был награждён от Академии средней золотой медалью, а в 1836 году, по ходатайству С. С. Уварова, получил орден святой Анны 3-й степени за издание «Русско-французского словаря»; позднее он был награждён и орденом святого Владимира 4-й степени.
В 1830-х годы сотрудничал в «Энциклопедическом Лексиконе» Плюшара по части иностранной словесности.
Переселившись в конце 1830-х — начале 1840-х годов за границу, в Карлсруэ, он завел там прекрасную типографию, в которой печатал свои словари; в ней, между прочим, печаталось в 1847 годов издание сочинений Жуковского. За свой четырёхъязычный Словарь Рейф получил две медали от Королевской Берлинской Академии.
26 сентября 1872 года был убит своим слугой Маком в Карлсруэ, будучи 80 лет от роду.

## Научные труды
Его лексикографические и грамматические труды следующие:
- «Грамматика русская для употребления иностранцев, которая основательно показывает начальные правила сего языка. — Grammaire Russe à l’husage des étrangers», СПб. 1821; («Grammaire Russe précédée d’une introduction sur la langue Slavonne», St.-Pétersb. 1821, то же, St.-Pétersb. et Paris. 1851; то же, перевод на польский язык: «Grammatyka rossyyska. Przełożona z francuzkiego przeż A. B. Hlebowicza», Wilno. 1823;
- перевод пространной грамматики H. И. Греча, обработанный для иностранцев: «Grammaire raisonnée de la langue russe, précédée d’une introduction sur l’histoire de cet idiome, de son alphabet et de sa grammaire», 2 vol., St.-Pétersb. 1829;
- извлечение из «Исследования о корнях Славянских» А. С. Шишкова: «Recherches sur les racines des idiomes slavons comparés avec celles des langues étrangères, pour servir à l'étude comparative des langues», St.-Pétersb. 1832;
- «Русско-французский Словарь, в котором русские слова расположены по происхождению, или этимологический лексикон Русского языка. — Dictionnaire russe-français, dans lequel les mots russes sont classés par familles, ou dictionnaire étymologique de la langue russe», Vol. 1—2, St.-Pétersb. 1835—1836. За этот Словарь, представленный в рукописи в 1832 году в Имп. Академию Наук, Рейф в 1833 г. получил полную премию имени П. Н. Демидова (на 1-м конкурсе) в 1428 р. с., на основании отзывов Круга, Грефе, Шармуа, Востокова и Греча; Словарю предпослано «Abrégé de la grammaire russe» (LIX стр.);
- Азбука русская в «Энциклопедическом лексиконе», 1 т., СПб. 1835;
- «Новый карманный словарь» русского, французского, немецкого и английского языков, в пользу Российского юношества. Nouveau dictionnaire de poche etc., 2 ч., Карлсруэ. 1843—1845; «Параллельные словари» («Dictionnaires parallèles…») русского, французского, немецкого и английского языков (с соответствующими для каждого языка заглавиями, в нескольких изданиях, 1842—1880 гг.), за которые Р. получил в 1850 г. почетный отзыв на Демидовском конкурсе, на основании рецензии И. И. Срезневского;
- «Самоучитель и грамматика русского языка» для немцев, французов и англичан, 3 т., СПб. 1853:
  - 1) «Grammaire française-russe, ou Principes de la langue russe à l’usage des français avec des tableaux synoptiques pour les déclinaisons et les conjugaisons des thèmes gradués et le corrigé de ces exercices», 2 éd., Karlsruhe. 1853, 3 éd., revue et corrigée, Paris. 1860;
  - 2) «English-russian grammar», 2-е изд., Carlsruhe. 1853;
  - 3) «Deutsch-Russische Sprachlehre», 2-е изд., Carlsruhe. 1853);
- «Petit manuel de la langue russe (de Languen). Nouv. édition, augmentée par Ch. Ph. Reiff», Paris. 1858;
- «Little manual of the russian language», Paris. 1858, изд. 3-е, 1869.